# 硬毛薹草
硬毛薹草（学名：Carex hirtella）是莎草科薹草属的植物。分布在克什米尔地区、阿富汗、尼泊尔以及中国大陆的西藏、四川西部、云南等地，生长于海拔3,400米至4,250米的地区，见于沙丘上或阳坡砾石上，目前尚未由人工引种栽培。